# Scott Quessenberry
Scott Quessenberry (Carlsbad, 23 marzo 1995) è un giocatore di football americano statunitense, offensive guard degli Houston Texans.

## Caratteristiche tecniche
È un giocatore dalla solida robustezza fisica, in grado tuttavia di eseguire movimenti fulminei e rapidi, il che lo rende adatto anche a ricoprire la posizione di center.

## Carriera

### Carriera collegiale
Frequenta la La Costa Canyon High School a Carlsbad, California. Successivamente studia presso l'università della California a Los Angeles, militando nella formazione degli UCLA Bruins: tra le note salienti della sua carriera collegiale, spicca l'inserimento nella prima formazione ideale all-Pac-12 nel 2016.

### Carriera professionistica
Nel corso del Draft NFL 2018, Quessenberry viene selezionato come centocinquantacinquesima scelta in assoluto dai Los Angeles Chargers, al quinto round. Debutta tra i professionisti il 16 settembre 2018, nella gara di week 2 contro i Buffalo Bills. Il 6 gennaio 2019 timbra la sua prima presenza di sempre in un match di postseason, in occasione del wild card game vinto contro i Baltimore Ravens.
Dopo quattro anni trascorsi con la franchigia californiana, il 23 marzo 2022 si trasferisce agli Houston Texans.